# Duberria atriventris
Duberria atriventris — вид змій родини Pseudoxyrhophiidae. Мешкає в Африці на південь від Сахари. Раніше D. atriventris вважався підвидом D. lutrix, однак у 2023 році був визнаний окремим видом.

## Поширення і екологія
Duberria atriventris поширені у високогір'ях Уганди, Кенії, півночі Танзанії, Руанди та північного сходу ДР Конго. Вони живуть на високогірних луках і вологих саванах, на висоті до 3100 м над рівнем моря. Живляться равликами.